# Барановский, Христофор Антонович
Христофо́р Анто́нович Барано́вский (укр. Барановський Христофор Антонович; 19 [31] декабря 1874, с. Немиринцы, Бердичевский уезд, Киевская губерния — 7 мая 1941, Сан-Паулу) — украинский общественный и кооперативный деятель Приднепровской Украины; в политических партиях не состоял.

## Биография
Родился в крестьянской семье. Не имея среднего образования, благодаря своему таланту финансиста стал одним из лидеров украинского кооперативного движения.
В период Первой мировой войны и в эпоху Украинской народной республики — основатель и директор «Союзбанка» в Киеве, с 1917 — глава управы «Украинбанка», с 1919 — председатель совета Центрального украинского кооперативного союза (Централа).
Входил в состав Генерального секретариата Центральной Рады в качестве генерального секретаря (министра) финансов, в 1920 году — министр финансов УНР в правительстве Вячеслава Прокоповича. С 1920 года — в эмиграции в Южной Америке, где и умер.